# Kennywood
Kennywood is een Amerikaans attractiepark nabij West Mifflin (Pennsylvania).

## Geschiedenis

### Trolleypark
Het attractiepark werd oorspronkelijk aangelegd als trolley park door de Monongahela Street Railways Company. Het opende in 1899 voor het publiek en werd aangelegd op een bebost stuk land dat bekendstond als "Kenny's Grove". Het gebied was onderdeel van de landerijen die destijds behoorden tot de boerderij van Anthony Kenny. De plek met uitzicht op de Monongahelarivier was sinds de Amerikaanse Burgeroorlog een populaire plaats voor picknicks.

### Uitbreidingen
Aanvankelijk was het een onderneming met een private en publieke partner. De trammaatschappij zag het als een mogelijkheid om de regulieren inkomsten van de tramlijn te verhogen in het weekeinde en de private partner, zakenman Andrew Mellon, bracht de kennis in om het gebied verder te ontwikkelen tot een completer attrctiepark. Al spoedig nadat de tramlijn was aangelegd werden er een aantal attracties aan toegevoegd alsmede een danszaal en een muziekkoepel en in 1901 werd de Old Mill gebouwd. Een jaar later werd de eerste achtbaan gebouwd (Figure Eight Toboggan).
In 1987 werd het park erkend als National Historic Landmark.

### Overnames
In 1906 werd het park opgekocht door F.W. Henninger en Andrew McSwigan. De toen opgerichte Kennywood Entertainment Company heeft het park meer dan 100 jaar in bezit gehouden. In december 2007 werd de Kennywood Entertainment Company gekocht door Parques Reunidos die het onderbracht bij de Amerikaanse tak Palace Entertainment.

## Attracties
Kennywood heeft diverse themagebieden. Kiddieland biedt plaats aan de kinderattracties en is een van de oudste kinderthemagebieden in een pretpark ter wereld. Het in 1995 toegevoegde Lost Kennywood is gethematiseerd met referenties naar de historie van Kennywood en het van 1905 tot 1909 rivaliserende Luna Park. Vulcano Valley werd toegevoegd in 2003 met de introductie van de topspin King Kahuna.

### Achtbanen

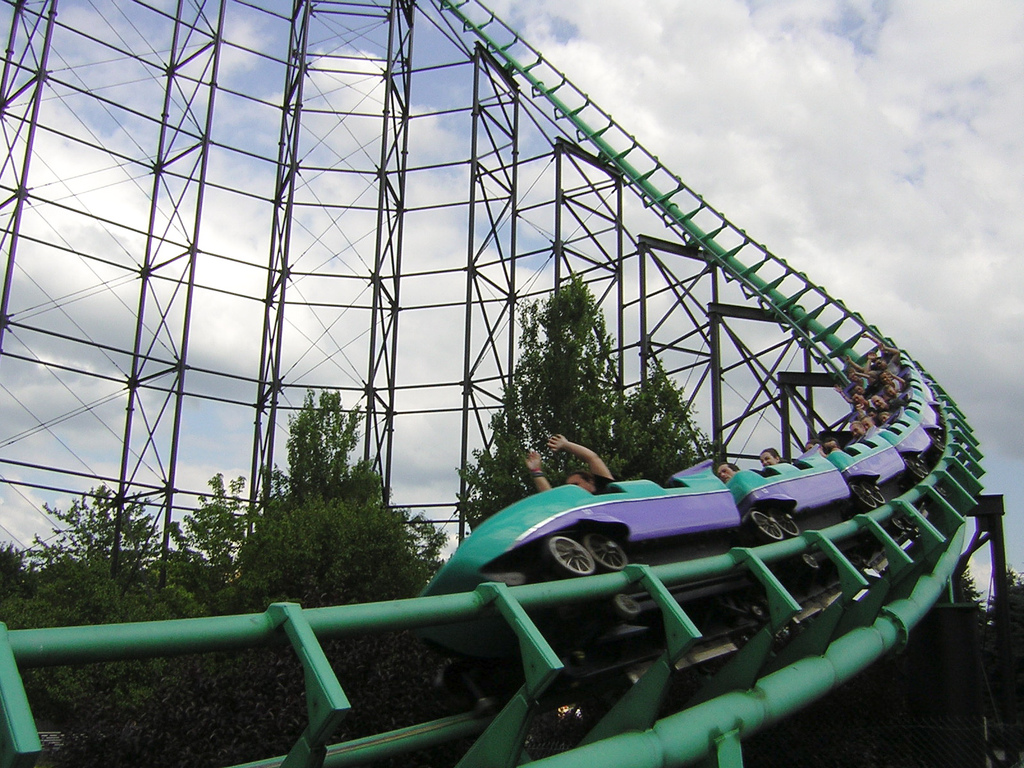
Phantom's Revenge

| Naam              | Jaar opening | Type                  | Bouwer         |
| ----------------- | ------------ | --------------------- | -------------- |
| Jack Rabbit       | 1920         | Houten achtbaan       | John A. Miller |
| Thunderbolt       | 1924         | Houten achtbaan       | Andy Vettel    |
| Racer             | 1927         | Houten möbiusachtbaan | John A. Miller |
| Phantom's Revenge | 1991         | Stalen achtbaan       | Arrow Dynamics |
| Lil' Phantom      | 1996         | Kinderachtbaan        | Molina & Son's |
| Exterminator      | 1999         | Draaiende achtbaan    | Reverchon      |
| Sky Rocket        | 2010         | Lanceerachtbaan       | Premier Rides  |

### Verdwenen achtbanen
| Naam                   | Jaar opening | Jaar sluiting | Type                              | Bouwer                        |
| ---------------------- | ------------ | ------------- | --------------------------------- | ----------------------------- |
| Gee Whizz Dip the Dips | 1902         | 1921          | Houten achtbaan                   |                               |
| Steeplechase           | 1903         | 1904          | Stalen achtbaan                   |                               |
| Scenic Railway         | 1904         | 1910          | Houten achtbaan                   |                               |
| Racer                  | 1910         | 1926          | Houten achtbaan                   | John A. Miller                |
| Speed-O-Plane          | 1911         | 1923          | Houten achtbaan                   |                               |
| Brownie Coaster        | 1928         | 1953          | Aangedreven achtbaan              |                               |
| Tickler                | 1931         | 1952          | Houten achtbaan                   |                               |
| Teddy Bear             | 1935         | 1947          | Houten achtbaan                   | Philadelphia Toboggan Company |
| Dipper                 | 1948         | 1984          | Houten achtbaan                   | Philadelphia Toboggan Company |
| Wild Mouse             | 1958         | 1960          | Wilde muis-achtbaan               | B. A. Schiff & Associates     |
| Laser Loop             | 1980         | 1990          | Lanceerachtbaan, shuttle-achtbaan | Anton Schwarzkopf             |